# Deutschland (Fernsehserie)
Deutschland ist eine deutsche Fernsehserie. Während die erste Staffel mit dem Titel Deutschland 83 (auch als Deutschland83 stilisiert) veröffentlicht wurde, erhielt die Serie mit der zweiten Staffel den Titel Deutschland 86. Die dritte Staffel nennt sich Deutschland 89.
Die Serie erzählt von einem DDR-Grenzsoldaten (dargestellt von Jonas Nay), der als Spion („Kundschafter des Friedens“) in die Bundeswehr eingeschleust wird. In der Serie wird die Spannung zwischen Ost und West im Kalten Krieg und die damals bestehende, erhöhte Gefahr eines Dritten Weltkriegs dargestellt. Produziert wurde sie von UFA Fiction mit den Showrunnern Jörg Winger und Anna Winger, Regie führten Edward Berger, Samira Radsi, Florian Cossen, Arne Feldhusen, Randa Chahoud und Soleen Yusef.
Die Serie hatte 2015 ihre Premiere bei den Internationalen Filmfestspielen Berlin (Berlinale 2015). Der Kabelsender SundanceTV erwarb die Ausstrahlungsrechte der Serie für die USA, eine Seltenheit im amerikanischen Fernsehen, und zeigte sie dort mit Untertiteln. In Großbritannien wurde die Serie ab Januar 2016 im Fernsehsender Channel 4 übertragen. In Deutschland wurde die Serie vom 26. November bis 17. Dezember 2015 von RTL ausgestrahlt.
Aufgrund der schlechten Quoten bei der Free-TV-Auswertung der ersten Staffel kam es für die zweite Staffel, die seit dem 19. Oktober 2018 unter dem Titel Deutschland 86 läuft, zu einer geänderten Rechteauswertung. Die Erstausstrahlungsrechte für Deutschland und Österreich besitzt das neu in den Kreis der Verwerter hinzugekommene Amazon Video. RTL besitzt die nachgeordneten Erstausstrahlungsrechte für das lineare Fernsehen.
Noch vor Veröffentlichung der zweiten Staffel wurde eine dritte Staffel mit dem Titel Deutschland 89 angekündigt, in der der Mauerfall Thema ist. Diese acht Episoden umfassende dritte Staffel wurde am 25. September 2020 bei Amazons Streamingdienst Prime Video veröffentlicht.

## Handlung

### Staffel 1
Das geteilte Deutschland zum Höhepunkt des Kalten Krieges. Als 1983 das NATO-Herbstmanöver Able Archer angekündigt wird, kommt den Führungsriegen in Moskau und Ost-Berlin der Verdacht, das Manöver könne als Deckmantel für einen Erstschlag gegen den Warschauer Pakt dienen. Die Hauptverwaltung A (HVA) des Ministeriums für Staatssicherheit der DDR schickt daher einen Spion in den Westen, der die Bundeswehr und die NATO-Pläne ausspionieren soll. Ausgewählt wird der Oberfeldwebel der Grenztruppen der DDR Martin Rauch; in der Bundesrepublik Deutschland infiltriert er unter falscher Identität als Oberleutnant Stamm und Ordonnanzoffizier (Adjutant) des Generals Edel die Bundeswehr. Ziel seiner Mission ist es, die Stellungen der amerikanischen Pershing-II-Raketen sowie weitere Pläne der NATO aufzudecken.
Martin Rauch nimmt den Auftrag nur widerwillig an, um seiner schwer kranken Mutter eine Nierentransplantation in der Charité zu ermöglichen. Außerdem muss er seine Freundin zurücklassen, die überdies, wie sich herausstellt, von ihm schwanger ist.

### Staffel 2
Martin Rauch fristet in Angola ein einsames Dasein in einem Kinderheim der DDR, bis ihn seine Tante Lenora für einen abenteuerlichen und mafiösen Plan im nahegelegenen Südafrika gewinnt. Seine Identifikation mit dem DDR-Regime schwindet jedoch. Nachdem er auf einem Tennisplatz in Kapstadt eine Affäre mit der westdeutschen Unternehmerfrau Brigitte Winkelmann begonnen hat, die sich als Agentin des westdeutschen BND entpuppt, arbeitet er nach einigen Zwischenstopps in einer Ölraffinerie in Angola, einem Beduinenlager in Libyen und einer konspirativen Unterkunft des Bundesnachrichtendiensts in Paris als Doppelagent für die BRD. Zusammen mit Brigitte Winkelmann möchte er nach seinem Einsatz mit ihr und seinem Sohn Max nach Marrakesch flüchten. Nachdem er von Anschlagsplänen einer libyschen Attentäterin in West-Berlin erfährt, flüchtet er mit einem gestohlenen Pass nach West-Berlin, nachdem er Walter Schweppenstette über den bevorstehenden Anschlag telefonisch in Kenntnis setzte – dieser informierte wiederum die feindlichen Geheimdienste mit einer kodierten Warnung.
Nach einigen Umwegen durch West-Berlin kehrt Martin Rauch nach Ost-Berlin zurück. Nach einem Heimatbesuch erfährt er von den Plänen, dass die DDR von Rostock-Warnemünde aus mit einem als FDGB-Kreuzfahrtschiff („Rosa Luxemburg“, als reale Vorlage dient die Arkona) getarnten Transporter heikle Waren von bundesdeutschen Rüstungsunternehmen, Waffensysteme nach Südafrika verschiffen möchte. Dieser Plan wird durch einen Zwischenfall vereitelt. Am Ende finden sich Martin und Lenora jedoch in Kleinmachnow in der ostdeutschen Heimat wieder. Martin plant zunächst, mithilfe seiner Tante seinen Sohn zu entführen und gemeinsam mit ihr in den Westen zu fliehen, um sie dem Bundesnachrichtendienst auszuliefern. Nachdem sein Sohn ihn jedoch nicht wiedererkennt, ändert er seinen Plan, indem er zwei Schwestern zu ihrer in den Westen ausgelieferten Mutter in Begleitung seiner Tante Lenora ausliefert. Lenora wird daraufhin festgenommen.

### Staffel 3
Martin Rauch, der inzwischen für Robotron in Berlin arbeitet, wird von Fritz angeheuert, um zu verhindern, dass weitere liberale Reformen von der DDR-Regierung verabschiedet werden. Seinen eigenen Plan verfolgend, gerät er in eine Kette von Ereignissen, die die Berliner Mauer zu Fall bringen. Anschließend bieten interessierte internationale Geheimdienste Martin die immer gleichen Optionen an: entweder eingesperrt, angeheuert oder getötet zu werden. Schließlich wird er von Brigitte Winkelmann und ihrem US-amerikanischen Kollegen Hector Valdez gezwungen, eine westdeutsche Terrorzelle zu infiltrieren. Schweppenstette wird von Markus Fuchs beauftragt, die Staatsbank der DDR vor feindlichen Übernahmen zu schützen, und bricht nach Frankfurt am Main auf, um dort in einer vorgetäuschten Ehe zu leben. Unterdessen wird Lenora aus einem West-Berliner Gefängnis von Rose Seithathi befreit und konfrontiert anschließend Fuchs. In der Folge begibt sie sich mit dem rumänischen Agenten Grigore ebenfalls nach Frankfurt. Fritz baut sein eigenes Geschäft mit der Vermarktung von Robotron-Computern auf. Schweppenstette arrangiert sich mit Beate und seinem neuen Eheleben in Frankfurt. Martin kommt, nachdem er von seinen Zielpersonen unter Drogeneinfluss gesetzt worden ist, in Frankfurt zu sich, mitten in den Vorbereitungen zu dem Attentat auf Alfred Herrhausen. Verzweifelt versucht er, die Zündung der Bombe zu verhindern, und begegnet dabei seiner Tante Lenora. Fuchs und Dietrich bereiten sich vor, der DDR für immer den Rücken zu kehren, und treffen sich mit Schweppenstette und Beate in Frankfurt, woraufhin sie durch Zufall bei Gesinnungsgenossen in Sorrent Unterschlupf finden. Martin und Nicole folgen Lenora, die mit Grigore in Rumänien Unterschlupf sucht. Schweppenstette setzt HVA-Methoden ein, um eine dogmatische Staatsbankerin auf seine Seite zu ziehen. Lenora bittet Fuchs in Sorrent, dem neuen Zuhause der HVA im Exil, um Hilfe. Fuchs versucht, eine friedliche Lösung zwischen seinen ehemaligen Agenten zu finden, doch Martin und Lenora haben andere Pläne. In der Klimax der Serienhandlung versucht Martin, Lenoras Attentatsversuch zu verhindern, Valdez und Brigitte versuchen mit Roses Hilfe, Lenora zu stoppen. Schweppenstette schließt unterdessen einen Deal auf der Leipziger Messe ab, während Fritz vermeintliche, von Fuchs und Dietrich angeheuerte Investoren gewinnt. Gegen Ende wird Martin von Valdez entführt und muss um sein Leben kämpfen.

## Figuren und Besetzung

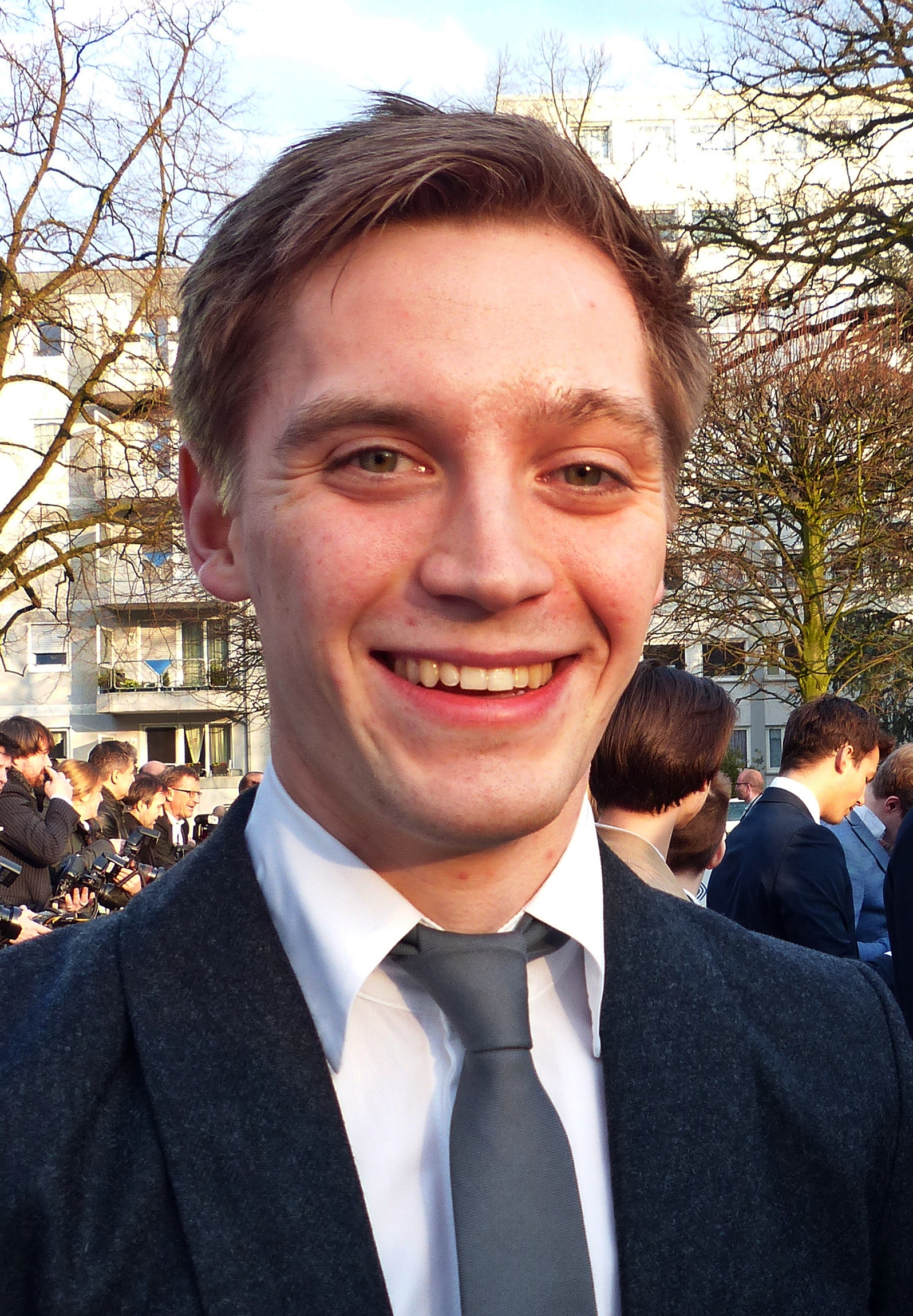
Jonas Nay spielt Martin Rauch
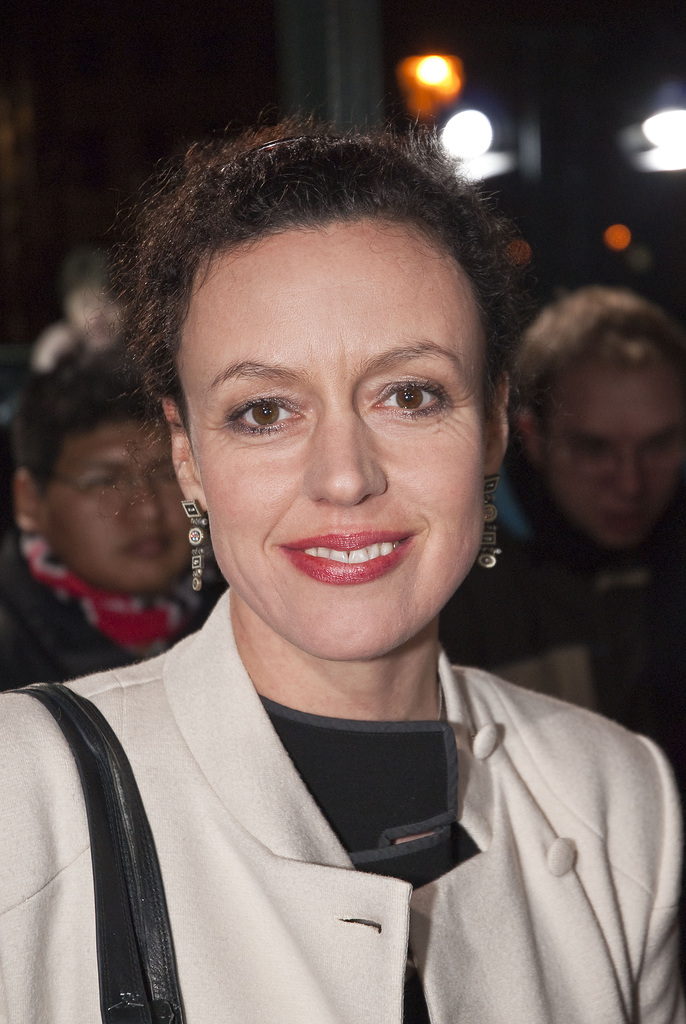
Maria Schrader spielt Lenora Rauch
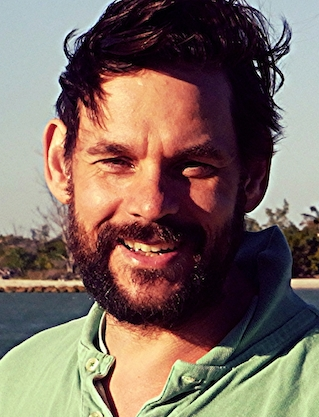
Alexander Beyer spielt Tobias Tischbier
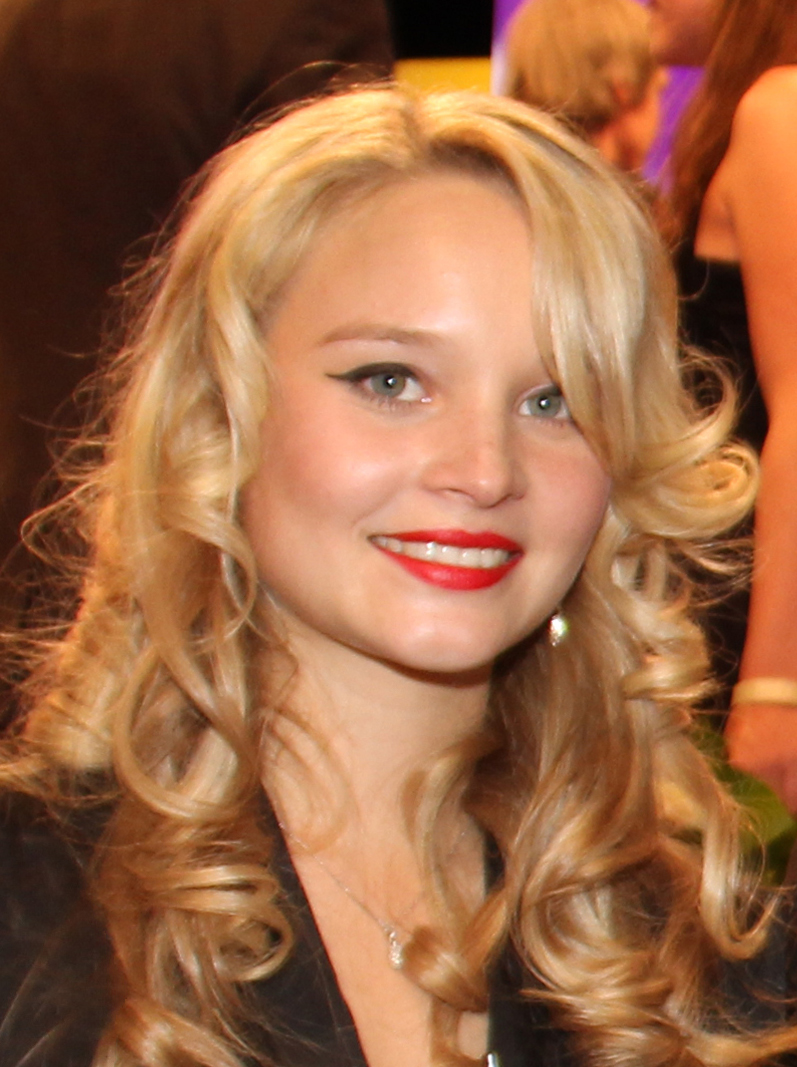
Sonja Gerhardt spielt Annett Schneider
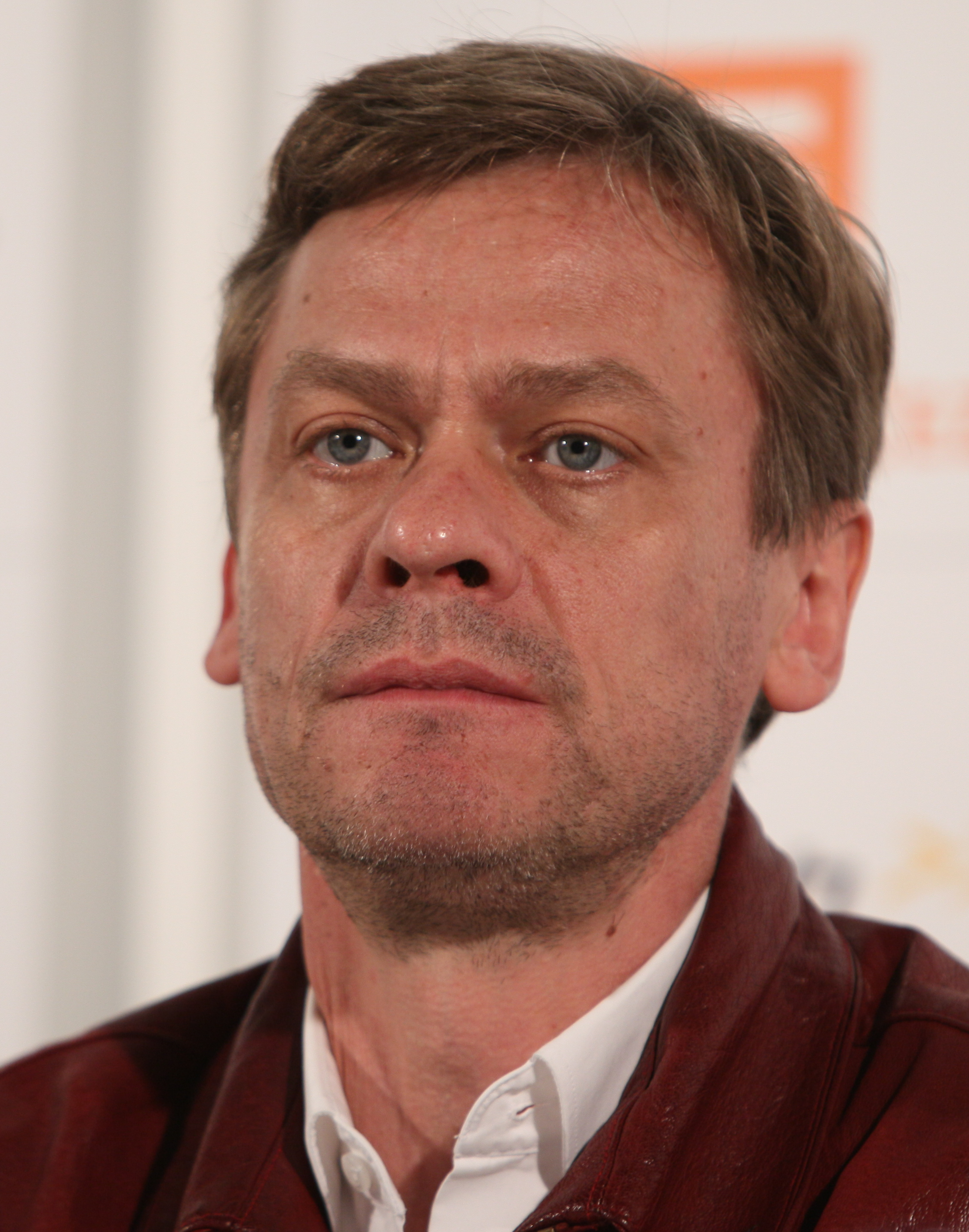
Sylvester Groth spielt Generalmajor Schweppenstette
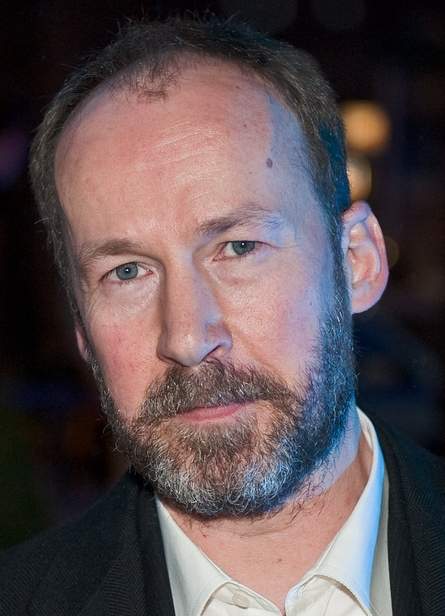
Ulrich Noethen spielt Wolfgang Edel
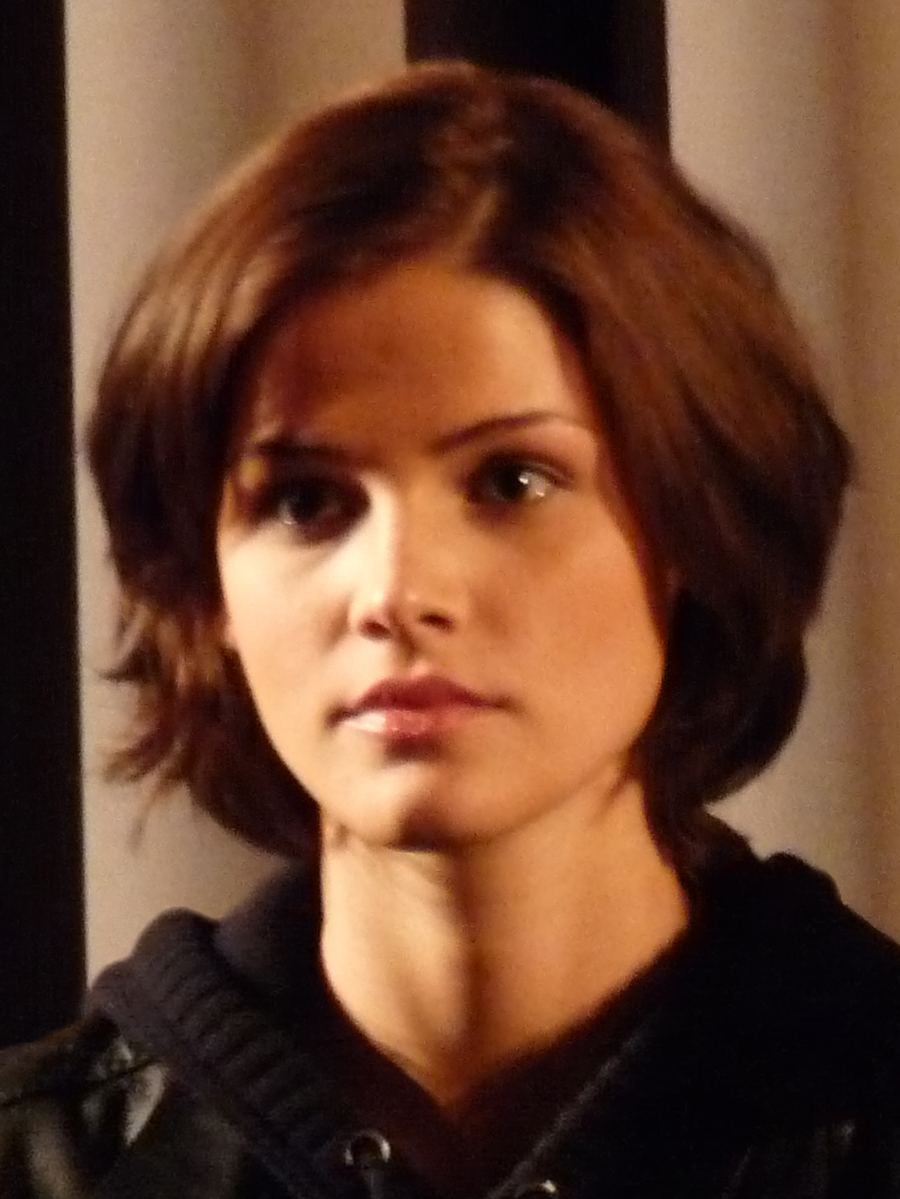
Lisa Tomaschewsky spielt Yvonne Edel
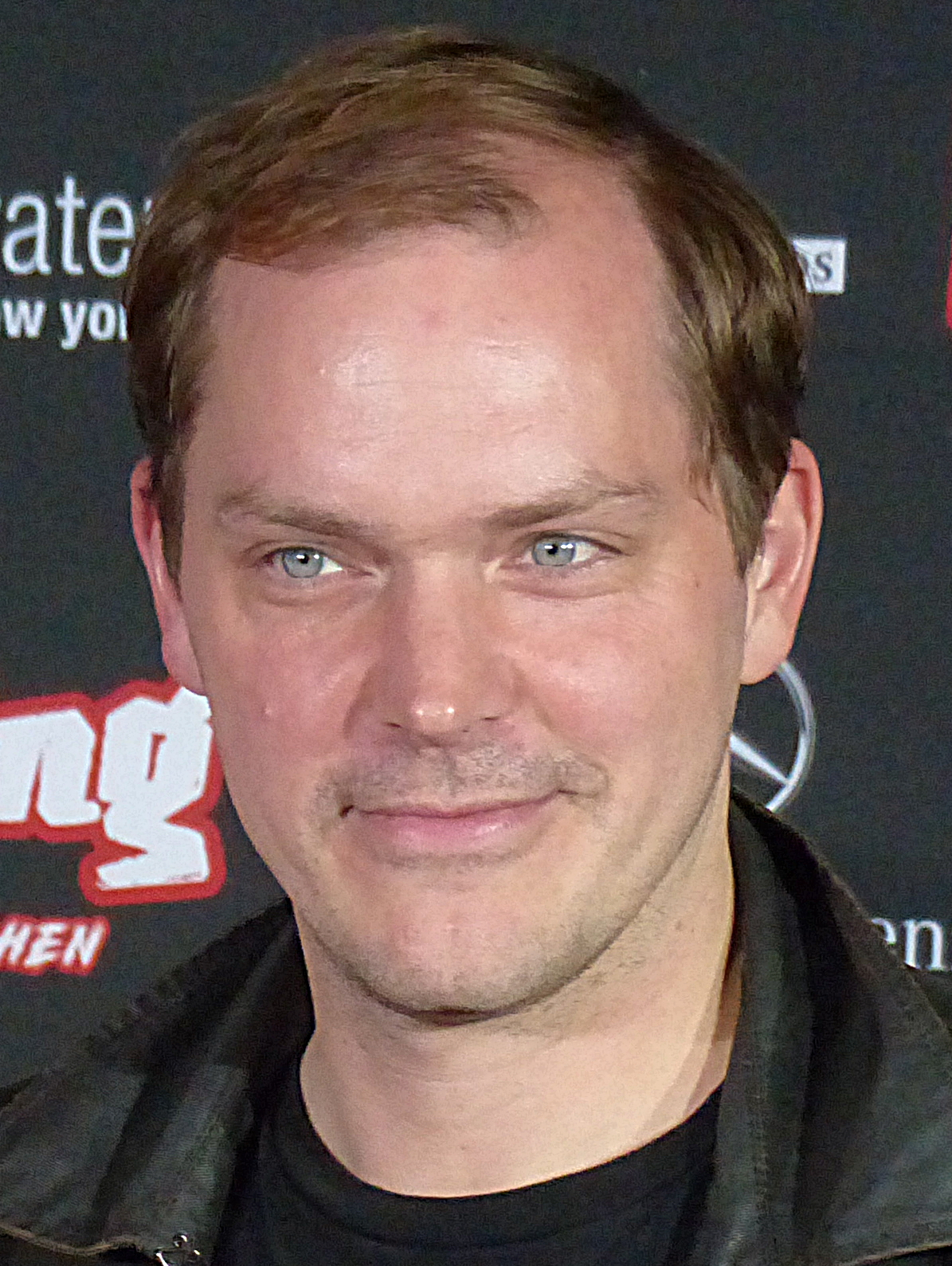
Godehard Giese spielt Karl Kramer
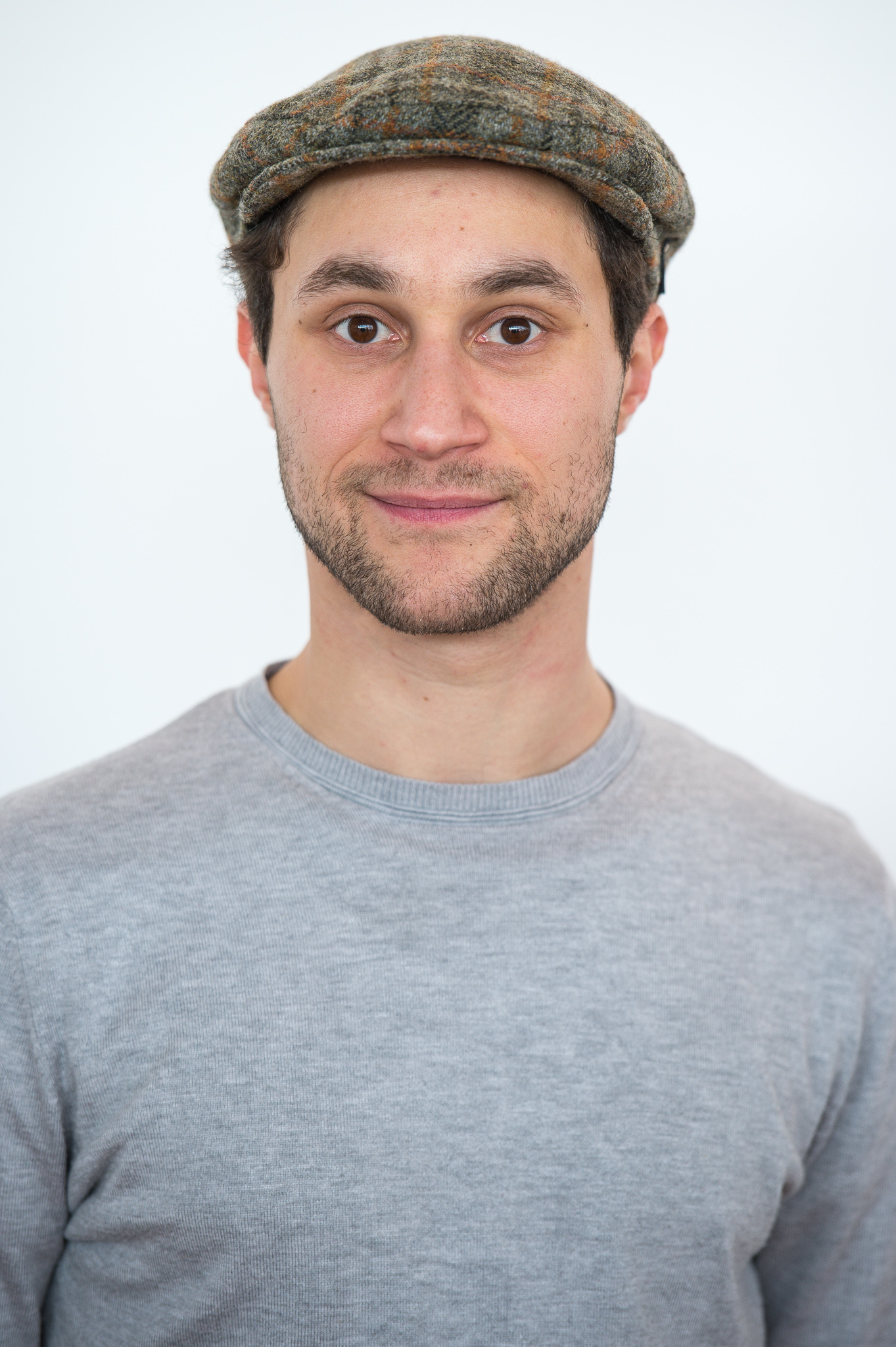
Ludwig Trepte spielt Oberleutnant Alex Edel
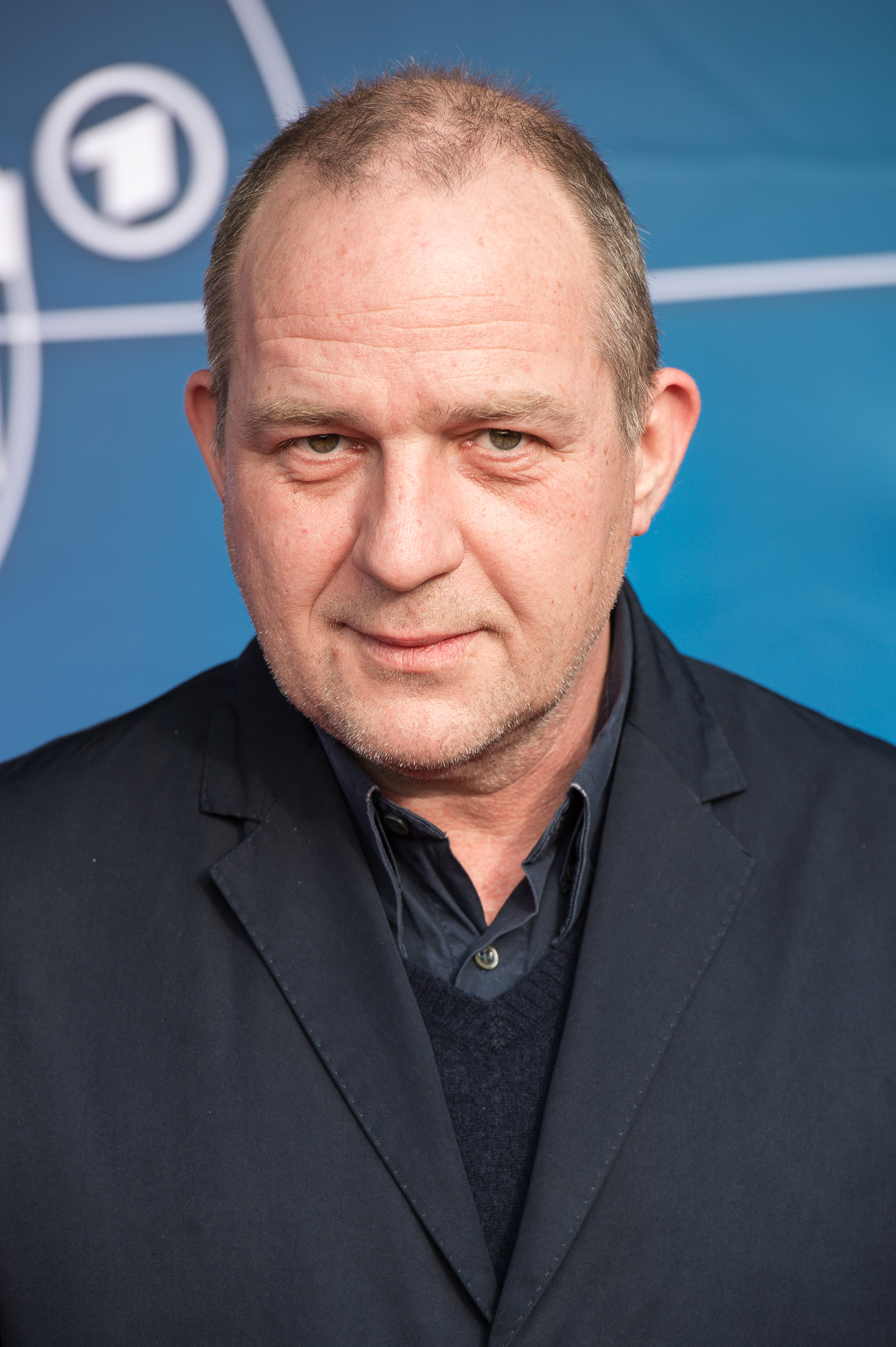
Uwe Preuss spielt Markus Fuchs

| Rolle                  | Schauspieler/-in    | Hauptrolle (Episoden) | Nebenrolle (Episoden)                    | Beschreibung |
| ---------------------- | ------------------- | --------------------- | ---------------------------------------- | --- |
| Martin Rauch           | Jonas Nay           | 1.01–3.08             |                                          | * 18. März 1960; Deckname Kolibri; Oberfeldwebel Martin Rauch, Grenzsoldat der Grenztruppen der DDR. Er wird von der Hauptverwaltung A (HVA) als Oberleutnant Moritz Stamm zur Spionage in die Bundeswehr eingeschleust; Ende 1983 Versetzung nach Angola, 1986 Versetzung nach Ost-Berlin zu Robotron |
| Lenora Rauch           | Maria Schrader      | 1.01–3.08             |                                          | Tante von Martin Rauch, zunächst Führungsoffizier der HVA in der Ständigen Vertretung der DDR in Bonn, offiziell Kulturattachée; später Versetzung nach Südafrika; im 1986 in West-Berlin verhaftet (* 18. November 1939; † 14. März 1990 in Leipzig) |
| Brigitte Winkelmann    | Lavinia Wilson      | 2.01–3.08             |                                          | Agentin des Bundesnachrichtendienstes, zunächst in Südafrika tätig, später in Deutschland; zwischenzeitliche Geliebte von Martin Rauch |
| Annett Schneider       | Sonja Gerhardt      | 1.01–2.10             |                                          | Lehrerin und Partnerin von Martin Rauch bis 1989; sie wird in der Mitte der ersten Staffel zum Inoffiziellen Mitarbeiter unter Generalmajor Schweppenstette. (* 20. April 1959; † 14. März 1990 in Ost-Berlin) |
| Walter Schweppenstette | Sylvester Groth     | 1.01–3.08             |                                          | Generalmajor der HVA. Er führt alle in der Bundesrepublik und in der NATO eingesetzten Agenten, Inoffiziellen Mitarbeiter und Führungsoffiziere der HVA. In Folge 1.08 wird enthüllt, dass er Martin Rauchs Vater ist |
| Ingrid Rauch           | Carina Wiese        | 1.01–1.08             | 2.01–3.08                                | Mutter von Martin Rauch; Lehrerin und später Verwaltungsangestellte im Innenministerium der DDR |
| Tobias Tischbier       | Alexander Beyer     | 1.01–1.08             | 2.01–3.08                                | offiziell ist er Professor an der Universität Bonn, später Abgeordneter des Deutschen Bundestages, tatsächlich ist er Spion der HVA |
| Markus Fuchs           | Uwe Preuss          | 1.01–3.08             |                                          | In seiner Rolle und Funktion angelehnt an Markus Wolf, Generaloberst der HVA und Vorgesetzter von Generalmajor Schweppenstette |
| Fritz Hartmann         | Niels Bormann       | 1.01–3.08             |                                          | Angestellter in der HVA |
| Barbara Dietrich       | Anke Engelke        | 2.01–3.08             |                                          | Buchhalterin in der HVA und mit der Devisenbeschaffung betraut, führt eine zunächst heimliche Beziehung mit Markus Fuchs, welche später öffentlich wird |
| Rose Seithathi         | Florence Kasumba    | 2.01–2-10             | 3.01–3.08                                | Freiheitskämpferin gegen das Apartheidsregime in Südafrika und Geliebte von Lenora Rauch |
| Tina Fischer           | Fritzi Haberlandt   | 2.01–3.08             |                                          | Ärztin; Schwester von Thomas Posimski, führt zu Beginn des Jahres 1986 Medikamententests in der Deutschen Demokratischen Republik durch, wird nach Zweifeln an den Tests entlassen und möchte flüchten. Der Fluchtversuch mit ihrer Familie in einem umgebauten VW Transporter scheitert und sie wird inhaftiert. Durch einen Tausch wird sie ohne ihre beiden Töchter und ihren Mann entlassen. Ihre Kinder werden später von Martin Rauch und Annett Schneider entführt und zu ihr nach West-Berlin gebracht. |
| Sandra Fischer         | Emilia Pieske       | 2.01–3.08             |                                          | Ältere Tochter von Tina und Christoph Fischer. |
| Steffi Fischer         | Helena Pieske       | 2.01–3.08             |                                          | Jüngere Tochter von Tina und Christoph Fischer. |
| Max Rauch              | Oskar Reim          |                       | 2.01, 2.03, 2.06, 2.10                   | Sohn von Martin Rauch und Annett Schneider, *1983/84 |
| Max Rauch              | Ari Kurecki         | 3.01–3.08             |                                          | Sohn von Martin Rauch und Annett Schneider, *1983/84 |
| Hector Valdez          | Raul Casso          | 2.05–3-08             |                                          | CIA-Agent in Ost-Berlin; † 14. März 1990 |
| Nicole Zangen          | Svenja Jung         | 3.01–3.08             |                                          | Lehrerin von Max Rauch ab November 1989, später Partnerin von Martin Rauch |
| Beate                  | Corinna Harfouch    | 3.02–3.08             |                                          | HVA-Agentin in Frankfurt am Main, im Einsatz als Walter Schweppenstettes Ehefrau bei dessen Auftrag bei der Deutschen Bank |
| Wolfgang Edel          | Ulrich Noethen      | 1.01–1.08             |                                          | Generalmajor in der Bundeswehr; Edel arbeitet eng mit den US-Amerikanern bei der Stationierung der Pershing-II-Raketen in der Bundesrepublik zusammen; wurde nach den Ereignissen im Herbst 1983 in der Folge 1.08, bei dem Versuch, den Selbstmord seines Sohnes Alexander Edel zu verhindern, angeschossen und ist seitdem von der Hüfte abwärts gelähmt. |
| Alexander Edel         | Ludwig Trepte       | 1.01–1.08             | 2.01–2.10                                | Sohn von Generalmajor Edel mit pazifistischen Ansichten; später Medizinstudent in Ost-Berlin |
| Yvonne Edel            | Lisa Tomaschewsky   | 1.01–1.08             |                                          | Tochter von Generalmajor Edel. Sie lehnt jede Form von Gewalt ab und ist eine Sannyasin. Tritt als Background-Sängerin von Udo Lindenberg in Ost-Berlin auf. |
| Ursula Edel            | Anna von Berg       |                       | 1.01–1.08                                | Ehefrau von Generalmajor Edel, Mutter von Alex und Yvonne |
| Linda Seiler           | Nikola Kastner      | 1.03–1.04             | 1.02                                     | Sekretärin und ehemalige Geliebte des NATO-Chefanalysten Henrik Mayer sowie kurzfristige Geliebte von Martin Rauch. Sie stirbt in Folge 1.04 an einem von Tischbier vorsätzlich herbeigeführten Autounfall. |
| Karl Kramer            | Godehard Giese      |                       | 1.01–1.06                                | Oberstleutnant in der Bundeswehr und DDR-Spion; wird in einem Schusswechsel mit dem Bundesgrenzschutz tödlich verletzt |
| Nina Rudow             | Lena Lauzemis       |                       | 1.01, 1.02, 1.05, 2.05, 2.10, 3.01, 3.08 | Auftragsmörderin in Diensten der HVA |
| Felix von Schwerin     | Florian Bartholomäi |                       | 1.01–1.08                                | Tobias Tischbiers HIV-infizierter Freund |
| Thomas Posimski        | Vladimir Burlakov   |                       | 1.01–2.10                                | Kollege und kurzzeitiger Freund von Annett Schneider, später in der Bundesrepublik als Buchautor und Fluchthelfer tätig |
| Henrik Mayer           | Jens Albinus        |                       | 1.02–1.04                                | Chefanalyst der NATO, begeht in Folge 1.04 in seinem Büro Selbstmord. |
| Rolf                   | Nicolai Borger      |                       | 3.02–3.04                                | Killer einer Terrorzelle, die in das Herrhausen-Attentat verwickelt ist. Wird beim Versuch, Martin Rauch zu liquidieren, von diesem getötet. |
| Cassian Baumgarten     | Alessandro Schuster |                       | 3.02–3.04                                | Sohn des Terroristenpaares Carl und Sabine Baumgarten |

## Episodenliste

### Staffel 1
| Nr. (ges.) | Nr. (St.) | Titel            | Erstausstrahlung USA | Deutschsprachige Erstausstrahlung (D) | Regie         | Drehbuch                     | Zuschauer (D) |
| ---------- | --------- | ---------------- | -------------------- | ------------------------------------- | ------------- | ---------------------------- | ------------- |
| 1          | 1         | Quantum Jump     | 17. Juni 2015        | 26. Nov. 2015                         | Edward Berger | Anna Winger                  | 3,19 Mio.     |
| 2          | 2         | Brave Guy        | 24. Juni 2015        | 26. Nov. 2015                         | Edward Berger | Steve Bailie & Anna Winger   | 2,86 Mio.     |
| 3          | 3         | Atlantic Lion    | 1. Juli 2015         | 3. Dez. 2015                          | Edward Berger | Anna Winger                  | 2,05 Mio.     |
| 4          | 4         | Northern Wedding | 8. Juli 2015         | 3. Dez. 2015                          | Edward Berger | Andrea Willson & Anna Winger | 1,96 Mio.     |
| 5          | 5         | Cold Fire        | 15. Juli 2015        | 10. Dez. 2015                         | Edward Berger | Anna Winger                  | 1,69 Mio.     |
| 6          | 6         | Brandy Station   | 22. Juli 2015        | 10. Dez. 2015                         | Samira Radsi  | Ralph Martin & Anna Winger   | 1,67 Mio.     |
| 7          | 7         | Bold Guard       | 29. Juli 2015        | 17. Dez. 2015                         | Samira Radsi  | Georg Hartmann & Anna Winger | 1,72 Mio.     |
| 8          | 8         | Able Archer      | 5. Aug. 2015         | 17. Dez. 2015                         | Samira Radsi  | Anna Winger                  | 1,63 Mio.     |

### Staffel 2
| Nr. (ges.) | Nr. (St.) | Originaltitel    | Erstausstrahlung Amazon | Regie          | Drehbuch                      |
| ---------- | --------- | ---------------- | ----------------------- | -------------- | ----------------------------- |
| 9          | 1         | Tar Baby         | 19. Okt. 2018           | Florian Cossen | Anna Winger                   |
| 10         | 2         | Ommegang         | 19. Okt. 2018           | Florian Cossen | Joy C. Mitchell & Anna Winger |
| 11         | 3         | Dragon Rouge     | 19. Okt. 2018           | Florian Cossen | Ulf Tschauder & Anna Winger   |
| 12         | 4         | Le Cafard        | 19. Okt. 2018           | Florian Cossen | Will Bentley & Anna Winger    |
| 13         | 5         | Green Book       | 19. Okt. 2018           | Florian Cossen | Steve Bailie & Anna Winger    |
| 14         | 6         | Tjello           | 19. Okt. 2018           | Florian Cossen | Will Bentley & Anna Winger    |
| 15         | 7         | El Dorado Canyon | 19. Okt. 2018           | Florian Cossen | Joy C. Mitchell & Anna Winger |
| 16         | 8         | Vula             | 19. Okt. 2018           | Arne Feldhusen | Ulf Schauder & Anna Winger    |
| 17         | 9         | Chickenfeed      | 19. Okt. 2018           | Arne Feldhusen | Steve Bailie & Anna Winger    |
| 18         | 10        | Total Onslaught  | 19. Okt. 2018           | Arne Feldhusen | Anna Winger                   |

### Staffel 3
| Nr. (ges.) | Nr. (St.) | Originaltitel       | Erstausstrahlung Amazon | Regie                        | Drehbuch                                                    |
| ---------- | --------- | ------------------- | ----------------------- | ---------------------------- | ----------------------------------------------------------- |
| 19         | 1         | Kyrie Eleison       | 25. Sep. 2020           | Randa Chahoud & Soleen Yusef | Jörg Winger                                                 |
| 20         | 2         | November Nights     | 25. Sep. 2020           | Randa Chahoud & Soleen Yusef | Steve Bailie & Jörg Winger                                  |
| 21         | 3         | Magic               | 25. Sep. 2020           | Soleen Yusef & Randa Chahoud | Roger Drew, Ed Dyson & Jörg Winger                          |
| 22         | 4         | Operation Condor    | 25. Sep. 2020           | Randa Chahoud & Soleen Yusef | Roger Drew, Ed Dyson & Jörg Winger                          |
| 23         | 5         | Timișoara Rebellion | 25. Sep. 2020           | Soleen Yusef & Randa Chahoud | Lily Idov, Michael Idov & Jörg Winger                       |
| 24         | 6         | Quando Ti Guardo    | 25. Sep. 2020           | Randa Chahoud & Soleen Yusef | Roger Drew, Ed Dyson, Lily Idov, Michael Idov & Jörg Winger |
| 25         | 7         | Phase Zwei          | 25. Sep. 2020           | Soleen Yusef & Randa Chahoud | Steve Bailie & Jörg Winger                                  |
| 26         | 8         | The End Of History  | 25. Sep. 2020           | Soleen Yusef & Randa Chahoud | Steve Bailie & Jörg Winger                                  |

## Produktion
Über die Koproduktionsgesellschaft Fremantle Media International kam der Kontakt zu SundanceTV zustande, die nach der französischen Serie Les Revenants mit Deutschland83 ihre zweite nicht-englischsprachige Serie aus Europa einkaufte. Der dortige Erfolg der Serie wird als weiterer Türöffner für weitere Serieneinkäufe aus Europa gesehen. Auf den Internationalen Filmfestspielen Berlin 2015 (Berlinale 2015), die sich in diesem Jahr mit dem Fernsehmarkt auch dem TV-Geschäft öffnete, lief eine Vorversion, die vom Fachpublikum mit großem Interesse angenommen wurde.
Die beiden Showrunner Jörg Winger und Anna Winger sind verheiratet. Er ist ausführender Produzent seitens UFA Fiction und Anna Winger, die die Idee zur Serie hatte, ist leitende Autorin. Laut Jörg Winger war die Erfahrung aus der Serienproduktion von SOKO Leipzig eine gute Vorbereitung auf die umfassende Arbeit des Showrunners bei Deutschland 83. Auch bei der Arbeit am Drehbuch hinsichtlich figurenzentrierter Plotentwicklung und horizontaler Dramaturgie beeinflusste neben der inspirierenden dänischen Serie Borgen die Arbeit an der langlaufenden ZDF-Krimiserie.
Der Vorspann für die internationale Version der Serie wurde von der Titeldesignerin Saskia Marka gestaltet.
Gedreht wurde hauptsächlich in und um Berlin.

### Vermarktung
Neben der US-Lizenz für SundanceTV und Hulu wurde die Serie auch an Sender in Kanada, Russland und Australien verkauft. In Europa kauften mehrere Länder die Senderechte, u. a. Channel 4 für das Vereinigte Königreich. Im Oktober 2016 teilte Fremantle Media mit, dass die Serie bis dato an 38 TV-Sender und Videoplattformen weltweit verkauft worden sei.
Alle drei Staffeln sind auch auf DVD und auf Blu-ray im Handel erhältlich.

## Geschichtliche Hintergründe
- Die Figur des Spions „Kolibri“ ist angelehnt an den DDR-Agenten Rainer Rupp (Deckname „Topas“) bei der NATO. Rupp wurde jedoch nicht aus der DDR eingeschleust, sondern als Student aus der 68er-Bewegung im Westen rekrutiert.[19]
- Rupp behauptet, im Zusammenhang mit der NATO-Übung „Able Archer 83“ seine Führungsoffiziere in der DDR davon überzeugt zu haben, dass die USA keinen Überfall auf die Sowjetunion planten (siehe RJaN).[19]
- Das President’s Foreign Intelligence Advisory Board (PFIAB) kam 1990 zum Ergebnis, dass die USA während „Able Archer 83“ im Herbst 1983 unbeabsichtigt beinahe einen Krieg provoziert hätten.[19]
- Die Friedensbewegung in Westeuropa, den USA, aber auch etwa in der DDR, dort aber staatlicherseits selbst in friedlichster Ausprägung repressiv unterdrückt, protestierte seit 1979 gegen den NATO-Doppelbeschluss; die internationale Stimmung zwischen Ost und West war extrem aufgeheizt, es herrschte Kalter Krieg,[20] über vier Millionen Menschen unterzeichneten 1980–1983 den Krefelder Appell gegen die Stationierung amerikanischer Mittelstrecken-Atomwaffen in Europa.
- Martin Rauch beginnt als sogenannter „Romeo“ eine Beziehung mit einer NATO-Sekretärin. Die DDR-Auslandsspionage bediente sich häufig dieser Methode.
- Die Episodentitel sind an Namen von Großübungen bzw. Manövern angelehnt.
- Produzent Jörg Winger leistete in den 1980er Jahren seinen Wehrdienst bei einer westdeutschen Fernmeldekompanie; zu Weihnachten wurde er aus dem Osten mit der Nachricht „Frohe Weihnachten Jörg“ angefunkt, was seinen Verdacht begründete, in seiner Einheit gäbe es einen Ostspion. Diese Erinnerung war die Inspiration für das Drehbuch.
- In der Serie gibt es mehrere Fehler bzw. Anachronismen. So sagt ein Sprecher im Radio, dass die Bevölkerung sich mit Hinweisen an die Bundespolizei wenden solle. Diese hieß vor 2005 jedoch Bundesgrenzschutz, sachlich zuständig war und ist allerdings das Bundeskriminalamt. Außerdem wird eine Erklärung der Bundesregierung zum „Antikriegstag“ zitiert. Dieser Begriff wurde aber von der Friedensbewegung und nicht von der Bundesregierung verwendet. Auf der anderen Seite spricht Schweppenstette vom „Mauerbau“, was jedoch in der DDR unvorstellbar gewesen wäre – dort sprachen offizielle Stellen und Medien ausschließlich vom „(Antifaschistischen) Schutzwall“ – im Januar 1989 gebrauchte allerdings Erich Honecker selbst den Ausdruck „die Mauer“. Zum Einbruch in ein Zimmer verwendet der Hauptcharakter eine Säge mit der Aufschrift „Made in Germany“. Solch eine Aufschrift existierte damals nicht, sondern lediglich „Made in West Germany“. In der ersten Staffel ist Martins Handicap für den auszufüllenden Posten im Westen, dass er nicht Klavier spielen kann – ein Grund, ihm die Finger zu brechen. Sein Vorgesetzter Edel bedauert daraufhin, dass er ihm nichts vorspielen kann. Als er später dann keinen Verband mehr trägt, erfolgt natürlich keine Aufforderung zum Klavierspiel mehr. Ab Staffel 2 spielt Martin schließlich Klavier, was er in Angola gelernt hat.

## Rezeption

### Einschaltquoten
Die Serie startete in Deutschland mit mäßigen Einschaltquoten. Nach einer umfassenden Marketingkampagne von RTL und viel Kritikerlob fiel der Serienstart damit ernüchternd aus. Die erste Folge kam mit 3,19 Millionen Zuschauern auf einen Marktanteil von 9,9 %, die direkt im Anschluss gezeigte Folge auf 9,0 % mit 2,86 Millionen Zuschauern. In der für RTL relevanten Altersgruppe der 14- bis 49-Jährigen konnten die ersten beiden Folgen mit 15,7 % Marktanteil (1,74 Millionen Zuschauer) und 14,1 % (1,60 Millionen) besser abschneiden. Allerdings sanken im Verlauf der ersten Staffel die Einschaltquoten und Marktanteile. So sahen die vorletzte Folge lediglich 1,72 Millionen Zuschauer (5,6 % Marktanteil), die letzte verfolgten 1,63 Millionen (5,3 %). Auch in der sogenannten „werberelevanten Zielgruppe“ konnte Deutschland 83 in den letzten beiden Folgen mit 9,0 bzw. 8,1 % nicht überzeugen.
In Großbritannien stellte die erste Folge einen neuen Rekord für fremdsprachige Serien auf: mit 2,5 Millionen Zuschauern wurde der vorherige, von The Returned seit 2013 gehaltene Bestwert übertroffen.

### Fortsetzung der Serie
Der US-Sender SundanceTV äußerte Interesse an einer Fortsetzung. RTL gab die Arbeit an Drehbüchern für eine zweite Staffel unter dem Titel Deutschland 86 in Auftrag. Ufa-Chef Wolf Bauer wies auf die internationalen Erfolge und Lizenzverkäufe hin, die neben der Einschaltquote in Deutschland für eine zweite Staffel sprächen.
2016 kündigte Amazon an, die Serie weiterzuführen. Im Sommer 2017 begannen unter Regisseur Florian Cossen Dreharbeiten in Südafrika für Szenen, die in Angola und Libyen spielen sollen. Regisseur Arne Feldhusen begann im Oktober 2017 mit Dreharbeiten in Berlin. Am 19. Oktober 2018 wurde die zweite Staffel Deutschland 86 bei Amazon Prime veröffentlicht.

### Rezeption
Die Fernsehserie Deutschland 83 hatte ihre Premiere mit den ersten beiden Episoden auf der Berlinale 2015, wonach die Kritiker, auch von der New York Times, viel Lob für die Serie fanden.
Das Branchenportal Serienjunkies.de vergab für die Auftaktepisode die Wertung von 4,5 von 5 Sternen. Deutschland 83 sei clever, modern und spannend erzählt. Die Serie habe einen starken fortlaufenden Bogen und viele Bälle drumherum, mit denen sie jongliere. Als Beispiel nannte Christian Junklewitz die Frage, „wie es Martin und seine Freundin mit der Treue halten werden“. Die Serie sei „komplex, ohne dabei aber auf Teufel komm raus düster zu sein“.
Claudia Voigt schrieb im Spiegel, die Serie nehme sich viel Zeit, „um Produkte, Musik und Phänomene der frühen Achtzigerjahre mit Leichtigkeit und Ironie in die Handlung zu integrieren“ – von der Bhagwan-Bewegung bis zur Floppy-Disk. Man könne dies abgedroschen finden, doch „für alle, die damals jung waren, die Generation der Babyboomer, ist die Serie eine Zeitreise in die eigenen Erinnerungen“.
Als „tolle neue Serie“ bezeichnete Meike Laaff bei taz online die Produktion, kritisierte jedoch, dass der ausstrahlende Sender sie mit einer Dokumentation garniere. Es schlage ins Peinliche um, „wenn Inka Bause den 1983 noch nicht einmal geborenen Jonas Nay zu seiner Liebe zu 80er-Jahre Musik interviewt, Nena nochmal die 99-Luftballons-Story aufwärmen lässt und eine Aerobic-Lehrerin zum damaligen Trend befragt“.
„Verkaufstechnisch“ sei die Serie geschickt entworfen, meinte Matthias Dell im Freitag. Sie verpasse jedoch das epische Erzählen, nehme die Regeln des Genres nicht ernst, „oder schlimmer, sie kennt diese Regeln gar nicht“.
Die ganz große Stärke von Deutschland83 sei die „Leichtigkeit, mit der Anna Winger ihre frei erfundene Geschichte auf die Folie der deutsch-deutschen Geschichte gepinselt“ habe, schrieb Katharina Riehl in der Online-Ausgabe der Süddeutschen Zeitung. Die historische Folie sei nicht ganz unkompliziert, trotzdem sei die Story „immer orientiert an ihrem Zielpublikum bei RTL“.
Von der Last der Vorschusslorbeeren schrieb Jochen Hieber in der Frankfurter Allgemeinen Sonntagszeitung. Die Serie biete zwar viel Schauspielerschweiß, jede Menge Gewissensmalaisen und sei bisweilen unterhaltsam. Doch übernehme sie sich „permanent in Sachen innerer Evidenz, beim psychologischen Plausibilisieren des handelnden Personals und beim Beglaubigen des Plots“.
In den USA, wo die Erstausstrahlung der Serie stattfand, wurde die Serie von den Kritikern sehr wohlwollend aufgenommen. Die Seite Metacritic ermittelte aus 11 Kritiken eine Durchschnittsbewertung von 79/100. Auch Rotten Tomatoes bestätigt dieses positive Bild. Danach beschrieben alle 30 Kritiken die Serie positiv, im Durchschnitt mit einer Bewertung von 8,1/10. Als Konsens der Kritiken wird dort festgehalten, die Serie sei ein fesselndes Drama mit lustigem 80er Soundtrack, Deutschland 83 erzählt eine starke Spionagegeschichte, die den Zuschauer ungemütlich nah an den Eisernen Vorhang bringt.
Andrew Collins bezeichnete im Guardian die erste Staffel als „ernsthaften Thriller, vorangetrieben von Gefahr und schrägem Humor“, „abgefahrene Übung in Pop-Nostalgie, die durch tatsächliche Ereignisse untermauert wird“ und als „fast perfekt“.
Der Vorspann für Deutschland 83 von Saskia Marka wurde von der US-amerikanischen Website Vulture.com mit zu den zehn besten Vorspannen des Jahres 2015 („The 10 Best TV Opening Credits of 2015“) gekürt.

### Auszeichnungen
| Jahr | Auszeichnung                      | Kategorie                                 | Preisträger und Nominierte | Ergebnis  |
| ---- | --------------------------------- | ----------------------------------------- | --- | --------- |
| 2015 | Festival Séries Mania             | Jury-Preis der Blogger                    | Deutschland 83 | Gewonnen  |
| 2015 | Deutscher Regiepreis Metropolis   | Beste Regie TV-Serie/Serienfolge          | Edward Berger | Gewonnen  |
| 2015 | C21 International Drama Awards    | Beste Besetzung einer Dramaserie          | Deutschland 83 | Gewonnen  |
| 2015 | C21 International Drama Awards    | Beste nicht-englischsprachige Dramaserie  | Deutschland 83 | Gewonnen  |
| 2015 | Internationale Eyes & Ears Awards | Bester Programm-Vorspann: Fiction         | Deutschland 83 | 3. Preis  |
| 2016 | Deutscher Fernsehpreis            | Beste Serie                               | Deutschland 83 | Nominiert |
| 2016 | Deutscher Fernsehpreis            | Bester Schauspieler                       | Jonas Nay | Gewonnen  |
| 2016 | Deutscher Fernsehpreis            | Beste Kamera                              | Philipp Haberlandt und Frank Küpper | Nominiert |
| 2016 | Deutscher Fernsehpreis            | Bestes Drehbuch                           | Anna Winger | Nominiert |
| 2016 | Goldene Kamera                    | Beste(r) deutsche(r) Mehrteiler/Miniserie | Deutschland 83 | Gewonnen  |
| 2016 | Goldene Kamera                    | Bester deutscher Schauspieler             | Jonas Nay | Nominiert |
| 2016 | Grimme-Preis                      | Fiktion/Spezial                           | Deutschland 83 (RTL) bzw. Anna Winger (Idee), Jörg Winger (Produktion), Edward Berger (Regie), Samira Radsi (Regie), Lars Lange (Szenenbild), Reinhold Heil (Komposition und Musikarrangement) und Jonas Nay (Darstellung) | Gewonnen  |
| 2016 | Peabody Awards                    | Unterhaltung                              | Deutschland 83 | Gewonnen  |
| 2016 | Goldene Nymphe                    | Dramaserie                                | Deutschland 83 | Gewonnen  |
| 2016 | International Emmy Award          | Dramaserie                                | Deutschland 83 | Gewonnen  |
| 2016 | Internationale Eyes & Ears Awards | Beste Gestaltung Print bzw. Plakat        | Deutschland 83 – Presseheft | 1. Preis  |
| 2016 | Internationale Eyes & Ears Awards | Bestes Special Marketing                  | Deutschland 83 – Presseheft | 3. Preis  |
| 2016 | Internationale Eyes & Ears Awards | Beste crossmediale Programm-Kampagne      | Deutschland 83 | 2. Preis  |
| 2016 | Seoul International Drama Awards  | Beste Miniserie                           | Deutschland 83 | 1. Preis  |